# Pauluskirche (Dessau)

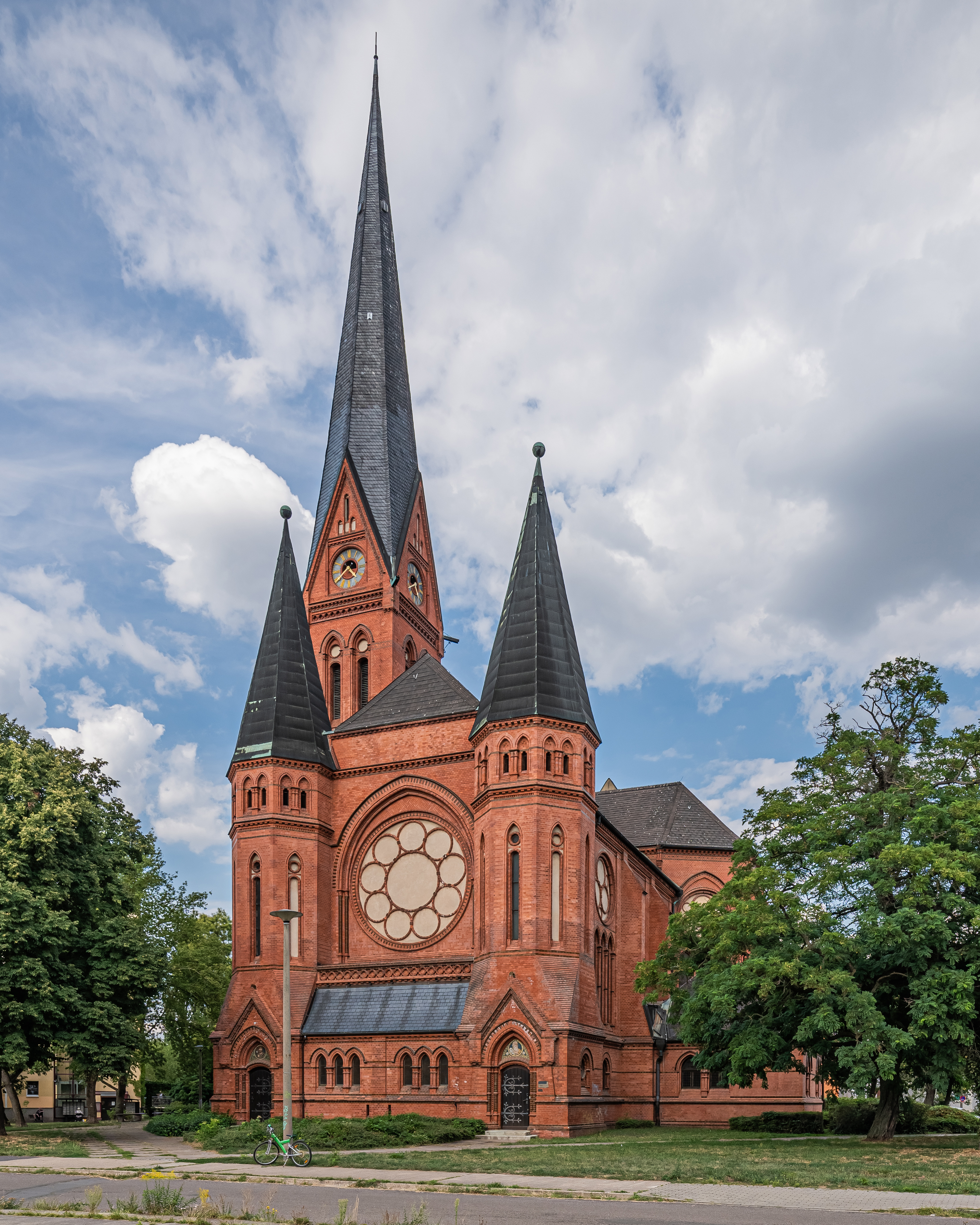
Pauluskirche im Sommer

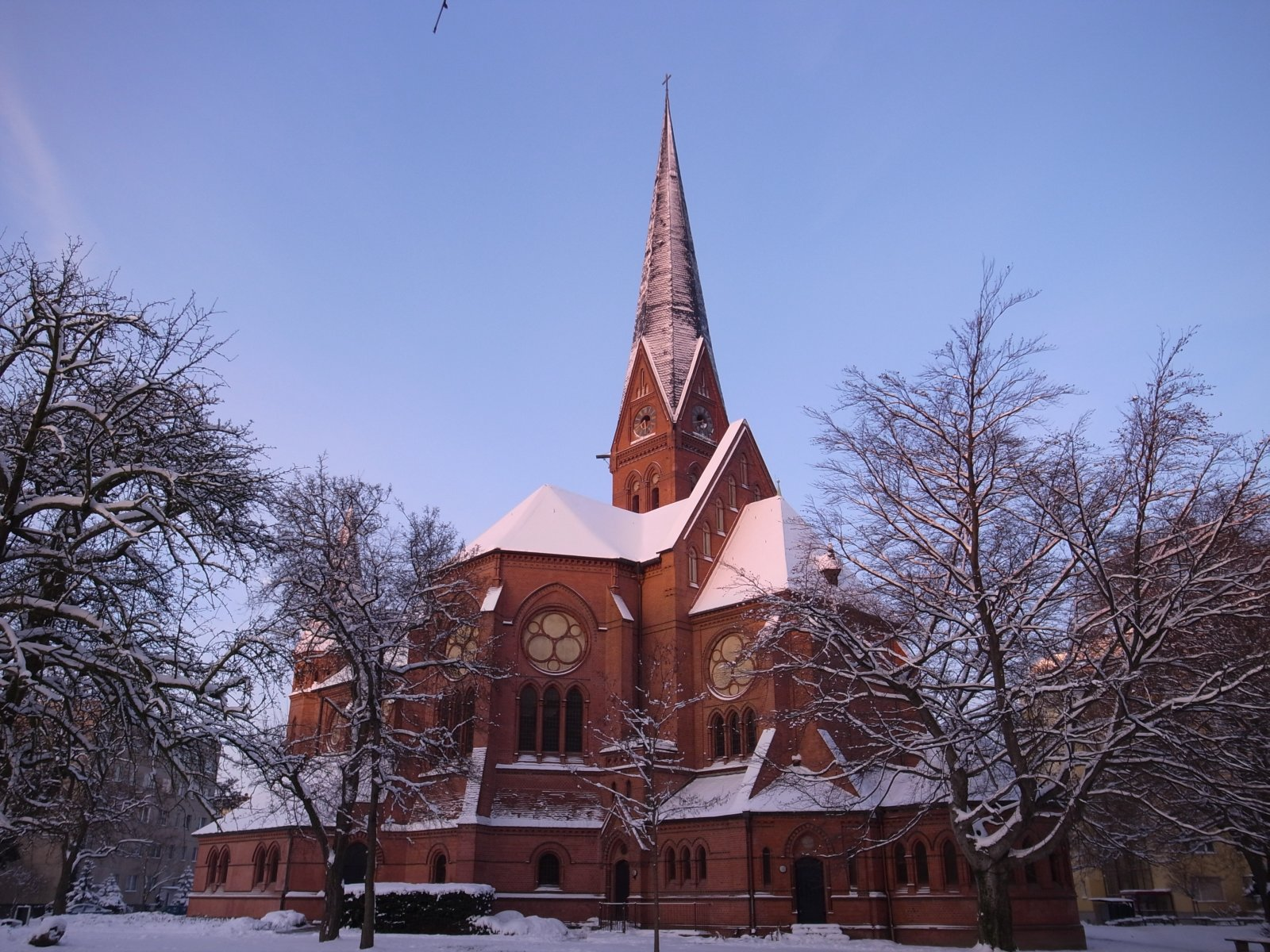
Pauluskirche im Winter

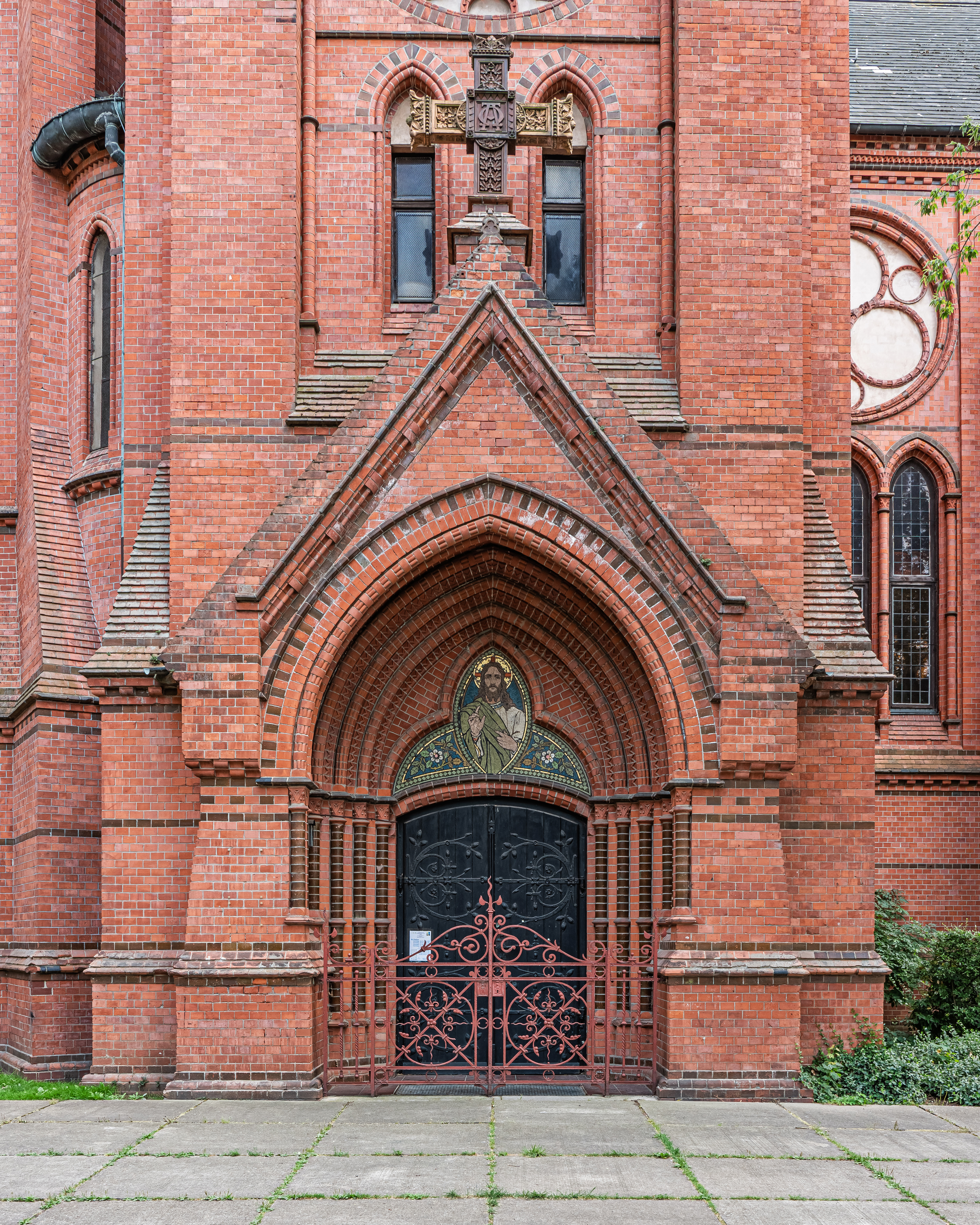
Hauptportal

Die Pauluskirche ist eine evangelische Kirche im Quartier „Am Leipziger Tor“ der Stadt Dessau-Roßlau in Sachsen-Anhalt. Sie wurde durch Luftangriffe im Zweiten Weltkrieg schwer beschädigt und vereinfacht wiederaufgebaut.

## Geschichte
Die Pauluskirche entstand 1889–1892 im neogotischen Stil nach Entwürfen des Berliner Architekten Johannes Otzen, der insbesondere im Bereich des evangelischen Sakralbaus erfolgreich war. Das Gebäude ist aus rotem Backstein errichtet. Besonders hervorzuheben sind der an der Nordseite stehende schlanke Turm, die Mosaikbilder über dem Hauptportal (Christusporträt, einem Mosaik in St. Apollinare zu Ravenna nachgebildet) und an den beiden kleinen Westportalen (Mose, Johannes der Täufer) von Wilhelm Döringer. Ursprünglich hatte diese Kirche 900 Sitzplätze. Der Innenraum mit seinen Säulen, Bogen und Gewölben ist geprägt von den roten Formsteinen. Selbst die Kanzel, der Taufstein und der Altar sind aus diesem Material gefertigt. Die ursprüngliche Orgel wurde 1892 von Wilhelm Rühlmann geliefert und besaß 26 Register auf zwei Manualen und Pedal.
Im Zweiten Weltkrieg wurde die Kirche bei zwei Bombenangriffen stark beschädigt. Sie verlor das Hauptdach und sämtliche Fenster. Die Gemeinde war in der Lage, die Kirche bis zum 24. Dezember 1949 soweit herzurichten, dass wieder Gottesdienste durchgeführt werden konnten. Bis 1982 konnte die Pauluskirche nur teilweise wieder nutzbar gemacht werden. 
Im Zeitraum von 1982 bis 1985 wurden Restaurierungen und Umbauten durchgeführt, finanziert aus einem Kirchenbauprogramm in der DDR. Dabei wurde der Westteil abgetrennt und ursprünglich zu einem Gemeindezentrum umgebaut; inzwischen wird es als landeskirchliches Archiv genutzt. Weiterhin wurde bei diesen Umbaumaßnahmen auch das Kirchenschiff verkleinert und die Orgel von der 1955 für die St.-Johannis-Kirche gebauten Adam-Orgel mit zwei Manualen und 10 Registern ersetzt.
Im Eingangsbereich des Turmes schuf der Bildhauer Claus Lutz Gaedicke aus Halle ein Mahn- und Gedenkmal in Form eines Auferstehungslammes, einem restaurierten Sgraffitomedaillon.